# スーパー中枢港湾
スーパー中枢港湾（スーパーちゅうすうこうわん）とは、日本の国際拠点港湾（旧・特定重要港湾）のうち特定国際コンテナ埠頭（次世代高規格コンテナターミナル）の形成により国際競争力の強化を図ることが特に重要なものとして政令により指定されている港湾。法令上の呼び名は「指定港湾」（2011年3月31日以前の改正前の名称は指定特定重要港湾）。
国際戦略港湾-国際拠点港湾-重要港湾-その他の重要港湾-地方港湾という港湾法上の港格が、港湾施設整備における国費充当率の違いを規定するのに対し、スーパー中枢港湾は、国家的見地でみた日本のコンテナ港湾の重要度を示す国際戦略港湾（京浜港、阪神港の国際コンテナ戦略港湾（ハイパー中枢港湾）、いわゆる国際ハブ港湾）の下位概念と位置づけられるが、岸壁、航路、防波堤などの基本施設整備における国費充当率は、あくまで特定重要港湾としてのそれである。

## 概要
細分化され、個別管理されているコンテナターミナルを民間事業者が一体的に運用することによって、国内主要港（五大港）の国際競争力を高めることが目的である。具体的には、管理棟や自動化・IT化された荷役機械を有する、水深15m以深の大水深岸壁を含む連続3バース以上（総延長1000m以上）、奥行き500m以上の規模からなる特定国際コンテナ埠頭（次世代高規格コンテナターミナル）を形成し、港湾コストを現状より3割低減、ターミナル内リードタイムを現状の3-4日から1日程度に短縮させることを目標にしている。
次世代高規格コンテナターミナルの認定運営者（メガターミナルオペレーター）に対しては、対象ターミナルを構成する国・地方公共団体の行政財産（岸壁およびターミナル用地）などの貸付制度や、認定運営者がガントリークレーンや高性能トランスファークレーンなどの荷役機械を調達する際の無利子資金貸付制度が創設されている。
上記のようにスーパー中枢港湾は、港全体を対象とした概念ではなく、あくまで主要港内に複数存在するコンテナターミナルのうちの一部を対象としている点に注意が必要。これは国土交通省が同政策の検討を開始した2002年当時、主要港の一部ターミナルで運営の大規模化、荷役機械・システムのIT化などを先導的・実験的に行うことで次世代高規格コンテナターミナルを育成し、その成果を他のターミナルに順次波及させることを狙いとしていたためである。
しかし、2007年現在、スーパー中枢港湾の対象に選ばれた次世代高規格コンテナターミナルは、2004年に指定された国内5港・5ターミナルのみであり、国内最大のコンテナポートである東京港ではいまだに対象ターミナルが存在しない。
このことは、スーパー中枢港湾関連の個別支援施策が注入されたターミナルが、現在のところごく一部にとどまっていることを意味する。特に日本の製造業・荷主と密接な関係のある日本船社が利用する、専用（埠頭公社）ターミナルへのテコ入れはほぼ皆無であり、このため、同政策の実効性について疑問視する声は民間の物流関係者を中心に根強い。

## 沿革
現在のアジア主要港（シンガポール港や釜山港）が規模の拡大、サービス向上、コスト低減を進める中、日本の国際コンテナ港湾が国際物流の大動脈たるコンテナ船の基幹航路ネットワークから外れる恐れが高まってきた。仮に基幹航路ネットワークから外れた場合、日本港湾は他国港湾を介した積み替え（トランシップ）による2次輸送（フィーダー輸送）の末端港と化し、リードタイムの増加、コストの上昇などにより、日本の産業競争力や輸入品における国民の生活水準が低下してしまう。
そこで、2002年5月7日に交通政策審議会（港湾分科会）の第1回「物流・産業部会」でスーパー中枢港湾構想の基本的考え方がはじめて提示され、同年11月29日に同分科会において提案された答申「経済社会の変化に対応し、国際競争力の強化、産業の再生、循環型社会の構築などを通じてより良い暮らしを実現する港湾政策のあり方」でまとめられた。
これを受けて、2002年10月7日、国土交通省港湾局・海事局が設置した「スーパー中枢港湾選定委員会」の場で、対象港を選ぶための作業に着手。2次にわたる選考を経て、2004年5月6日の第5回委員会で下記3大湾・6港の指定を条件付きで適当とし、事実上の内定を出した。同年7月23日には指定港の港湾管理者に対し、国土交通大臣がスーパー中枢港湾指定書を交付。対象港内で次世代高規格コンテナターミナル育成に向けた取り組みが本格スタートした。
対象港の選定作業と平行して進められていた支援制度創設・関連法整備についても、2005年7月1日に「港湾の活性化のための港湾法等の一部を改正する法律」の一部（スーパー中枢港湾関係）が施行され、同年7月4日、港湾法第2条の2第1項の規定に基づき国土交通大臣によって指定特定重要港湾を指定。これによりメガターミナルオペレーターに対する行政財産貸付・無利子資金貸付が可能となった。
指定を受けたスーパー中枢港湾では、2007年度から2009年度にかけて上記の目標を達成することを目指している。

## スーパー中枢港湾一覧
- 京浜港（東京港・横浜港） - 東京都・横浜市
- 伊勢湾（名古屋港・四日市港）- 名古屋港管理組合・四日市港管理組合
- 阪神港（大阪港・神戸港）- 大阪市・神戸市

指定に当たっては、各港からの要望合戦が熾烈化したため、国土交通省側が「港湾間の連携を重視する」という名目で、3大湾ごとに域内の別個の港を便宜上同一港とみなし、結果として五大港すべてをピックアップした。
スーパー中枢港湾を指す際の「京浜港」「阪神港」は一般的に使用されている通称であり、法令上の港名とは別である。スーパー中枢港の上位概念であるハイパー中枢港湾としての「京浜港」には川崎港が含まれるが、単なるスーパー中枢港湾としての「京浜港」には川崎港は含まれない。また、港則法・関税法上の「阪神港」には堺泉北港と尼崎西宮芦屋港が含まれるが、スーパー中枢港湾としての「阪神港」には堺泉北港と尼崎西宮芦屋港は含まれない。さらには、ひと続きの地域でなくとも同一の湾内などといった近傍の港湾間連携であれば指定要件として容認されたことから、博多港、北九州港、清水港、苫小牧港、広島港の各港よりも外貿コンテナ取扱個数が少ない四日市港が名古屋港とパートナーとなった。

## 各港湾の次世代高規格コンテナターミナルと目標取扱個数
- 横浜港：本牧埠頭BC突堤地区 - 目標80～100万TEU
- 名古屋港：飛島埠頭南側地区 - 目標80～100万TEU
- 四日市港：霞ケ浦北埠頭地区 - 目標80～100万TEU
- 神戸港：ポートアイランド第二期地区 - 目標120万TEU
- 大阪港：夢洲地区 - 目標105万TEU

※東京港の次世代高規格コンテナターミナルは未指定(2007年9月現在）。
※TEU(twenty-foot equivalent units) は20フィートコンテナ1個の換算値。